# Ľudovít Kaník
Ľudovít Kaník est un homme politique slovaque, né le 1er septembre 1965 à Hnúšťa.

## Biographie
Du 16 octobre 2002 au 17 octobre 2005, il a exercé les fonctions de ministre du Travail, des Affaires sociales et de la Famille (en slovaque : minister práce, sociálnych vecí a rodiny) dans le deuxième gouvernement de Mikuláš Dzurinda. À ce poste, il a été remplacé par Iveta Radičová.
Il devient, le 28 mars 2012, président du groupe parlementaire de l'Union démocrate et chrétienne slovaque - Parti démocrate.